# 岩崎清七

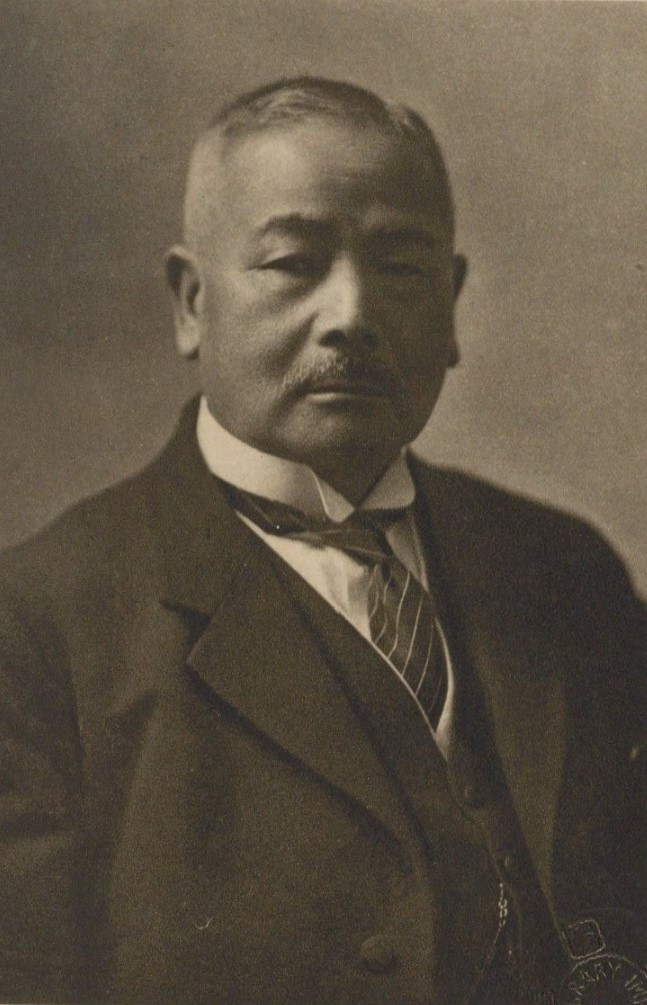
岩崎清七

3代岩崎 清七（いわさき せいしち、1865年12月18日（元治元年12月18日） - 1946年（昭和21年）4月11日）は、明治期の実業家。磐城セメント（住友大阪セメント）を創業した。

## 経歴
下野国都賀郡藤岡村（現・栃木県栃木市藤岡町藤岡）で2代・清七の長男として生まれる。家は代々醤油醸造と米穀肥料商を生業とする。小学校卒業後、郷里の鴎村学舎で漢学を修め、1880年東京に出て岡千刃の塾で漢学を修める。この塾で片山潜と知り合い、生涯親交した。1882年より片山のいた攻玉社で数学を専修し、1883年9月慶應義塾に入学。1884年2月慶應義塾の斡旋で渡米し、1885年6月コーネル大学で政治経済を学ぶが性に合わず、ニューヨーク領事の高橋新吉から実業家に役に立つ法科を勧められ、1887年6月、イェール大学で法律学を専修し学位を得て1889年に帰朝する。
家業の米穀商、醤油醸造業を継ぎ、陸軍省と提携。八茎鉱山の社長・広瀬金七の協力を得て磐城セメント（後の住友大阪セメント）を設立。日清紡績、日本製粉などの経営に関わり、東京瓦斯社長、全国実業協会会長、大日本産業報国会審議員等を歴任した。1919年日本製粉社長。

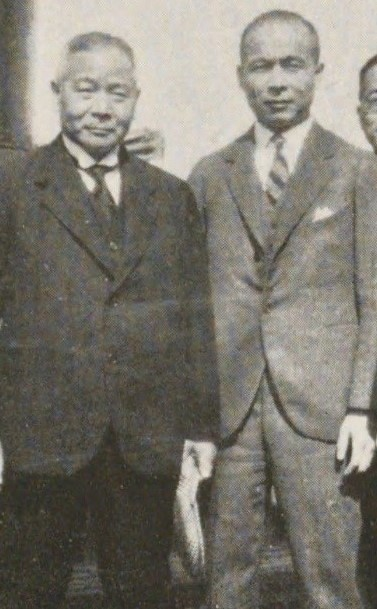
長男の清一郎と。1929年

1929年にはジュネーブで開催された第12回国際労働会議への出席を主目的に、長男の清一郎を連れて欧米各国を視察した。